# Eugène Ionesco
Eugène Ionesco [ežen jonesko] (26. listopadu 1909, Slatina, Rumunsko – 28. března 1994, Paříž) byl francouzský dramatik a básník rumunského původu. Byl jedním z hlavních představitelů a zakladatelů absurdního dramatu; zároveň patří k jeho nejhranějším autorům.

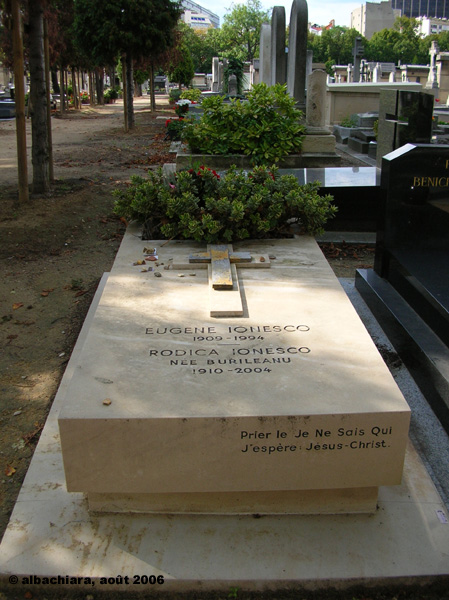
Hrob na hřbitově v Montparnasse

## Životopis
V literatuře se občas vyskytuje chybný rok Ionescova narození 1912, správný je 1909. Jeho otec byl rumunský advokát, matka byla dcerou francouzského železničního inženýra. V roce 1913 se rodina odstěhovala do Paříže. Za 1. světové války odjel Ionescův otec do Rumunska, odkud se už nevrátil a s manželkou se rozvedl. Spolu se svou sestrou žil Eugéne ve Francii až do roku 1925. Sourozenci se v uvedeném roce museli vrátit k otci do Rumunska, protože soud je přiřkl jemu. V letech 1929–1934 studoval na univerzitě v Bukurešti. Roku 1936 se oženil s Rodicou Burileanu, kterou poznal na studiích. Měli spolu dceru Marii-France (* 1944). V roce 1942 se mu podařilo dostat se do Francie, tentokrát natrvalo.
Ionesco nebyl mezi pařížskými levicovými kruhy příliš oblíben. Hra Nosorožci bývala vykládána jako alegorie na komunistické režimy, vycházela však z jeho zkušenosti se šířením propagandy fašismu.
Od roku 1960 publikoval v novinách Le Figaro úvahy, v nichž kritizoval totalitu jako takovou. Jako jeden z prvních francouzských intelektuálů odsoudil Invazi vojsk varšavského paktu do Československa v roce 1968. Konkrétně se to stalo v článcích Československo? Jediná země v Evropě, která si zaslouží nezávislost (11. listopadu 1968) a Od Prahy po Londýn samá hanba (14. dubna 1969). V důsledku toho byly v Československu překlady jeho knih vyřazeny z knihoven a hry se nesměly provozovat.
Ionesco je pochován na pařížském hřbitově Montparnasse.

## Literární dílo
Na jeho prvních dílech je patrný vliv dadaismu, kdy bojuje proti logice světa a řeči. Patrné je to už v jeho rané hře Plešatá zpěvačka. Inspirací mu zde byla učebnice angličtiny. Její nesmyslný text, absurdní rozhovory, nesouvisející věty apod. daly vzniknout tzv. tragédii řeči. Herci zde místy mluví podle této učebnice, nevede se žádná smysluplná konverzace. Tato hra bývá hrána jako komedie, občas i jako fraška. Autor však tvrdí, že původní pocit, který ho vedl k napsání této hry, byl spíše tragický než komický. Ve hře Židle je jeviště zaplněno prázdnými židlemi, na něž postupně usedají neviditelné osoby. Jediní viditelní, Stařenka a Stařeček, s nimi vedou rozhovor. Hru uzavírá příchod Řečníka, jehož úkolem má být předání Stařečkova poselství o smyslu života.
Později Ionesco došel k názoru, že svět je plný utrpení a fanatismu, proto se v jeho hrách objevuje tragická a bezradná vize světa. Svět se pro něj stal jakýmsi gigantickým strojem, který ničí člověka a z tohoto stavu je jediným východiskem humor. To ho vedlo k tvorbě tzv. „antiher“ a absurdnímu dramatu. Tato díla je třeba chápat jako memento proti osamění, ale i politické zvůli.

### Dramata
- Plešatá zpěvačka – 1950, česky 1964
- Pozdravy – 1950
- Budoucnost je ve vejcích čili Všeho je třeba ke stvoření světa – 1951
- Lekce – 1951
- Židle – 1952
- Oběti povinností – 1953
- Amadeus aneb Jak se ho zbavit – 1954
- Jakub aneb Podrobení – 1954
- Nový nájemník – 1955
- Kuba neboli podrobení – 1955
- Budoucnost je ve vejcích – 1957
- Improvizace Almy neboli Pastýřův chameleon – 1958, česky 1964
- Scéna ve čtyřech – 1959
- Nenajatý vrah – 1959, česky 1964
- Nosorožci – 1959, česká premiéra 1960
- Král umírá – 1962, česky 1964
- Chodec vzduchem – 1963
- Hlad a žízeň 1964, česká premiéra 1968
- Vybíjená – 1970
- Macbett – 1972, česká premiéra 1991
- Tenhle strašný bordel! – 1973
- Cesta k mrtvým – 1980

### Romány a povídky
- Fotografie plukovníka – sbírka povídek, 1962
- Samotář – román, 1973

### Eseje, publicistika, deníky, rozhovory
- Střípky deníku – 1967, česky 1997
- Minulá přítomnost, přítomná minulost - 1968
- Protijedy – 1977
- Mezi životem a snem – 1996